# Alsóbélatelep
Alsóbélatelep Fonyód egyik településrésze, üdülőtelep. Északon a Balaton, keleten Bélatelep városrész, délről a Nagy-Berek vidéke, nyugatról pedig Balatonfenyves határolja. Nincsen jelentős állandó lakossága, többnyire nyaralóhelyként használják.

## Elhelyezkedése

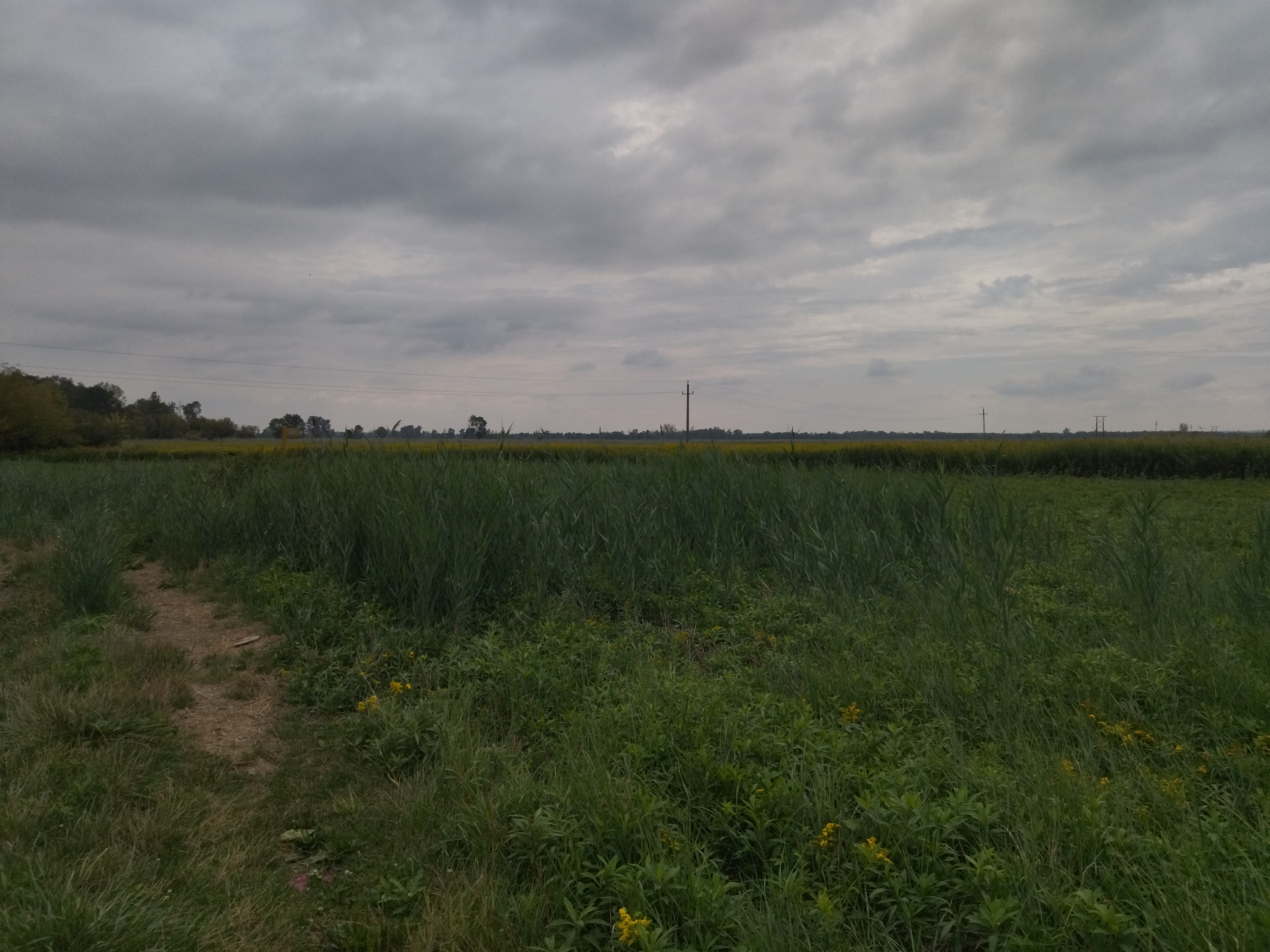
A Nagy-Berek Alsóbélatelepnél

Fonyód legnyugatibb üdülőtelepe, Alsóbélatelep a Balaton homokturzásán (népi nyelven kösköny) helyezkedik el. A földnyelvet a hullámzás hozta létre, lefűzve a tó fő medencéjéről Nagy-Bereket, amely először mocsárrá alakult, majd a 20. század első évtizedében csatornák segítségével nagyrészt lecsapolták. A Berek vizét az üdülőtelepnél a Zichy-csatorna vezeti a Balatonba, ez a vízfolyás képezi a határt Bélatelep és Alsóbélatelep között. A település mintegy 1,7 km hosszan húzódik végig a Balaton partjával párhuzamosan, a homokturzás szélessége körülbelül 500 m. Közepén a 7-es főút és a Budapest–Murakeresztúr-vasútvonal halad végig, a nyaralóházak pedig a 3-4 párhuzamos utcában helyezkednek el.

## Története
Fonyód és környéke a kőkorszak óta lakott. 1934-ben tőzegkitermelés közben munkások egy mintegy 8-10 cölöpházból álló falu romjait találták meg Alsóbélateleptől délre a Nagy-Berekben, a régészek cserépedény és búzaszem-maradványokat is feltártak a helyszínen. A lelet jelentőségét mutatja, hogy ez volt az első Magyarországon feltárt cölöpfalu maradvány, de arról nincs információ, melyik történelmi korszakban volt lakott a hely.
A mai üdülőtelep területét egészen a 20.század elejéig kukorica, burgonya és árpaföldek borították. A szomszédos Bélatelepen dr. Szaplonczay Manó kezdeményezésére már 1895-ben megépültek a helyi földesúr, Gróf Zichy Béla tulajdonában lévő felparcellázott földeken az első villák, Zichy halála után pedig örökösei az alsóbélatelepi területeket is eladták a nyaralóknak, kialakítva a Bélatelep-Kertváros üdülőövezetet. A településrész nyugati felét eleinte külön, Fonyódszéplak néven emlegették, azonban ez hamar beleolvadt Alsóbélatelepbe. 1931-ben megalakult a Bélatelep Kertváros Egyesület, amely innentől kezdve a nyaralók érdekeit képviselte és ugyanebben az évben felépült az első lakóház is a telepen. 1933-ban a nyaralóhelyet Balatonfenyveshez csatolták, azonban a helyiek tiltakozására 1935-ben a településrész ismét Fonyódhoz önkormányzatához került. 1934-ben megkapta mai nevét, az Alsóbélatelepet, hogy jobban meg lehessen különböztetni a Fonyódi-hegyre épült párjától. Az évtizedek során a telep a „szolid középosztály” egyik legnépszerűbb nyaralóhelységévé vált.

## Szent Anna kápolna

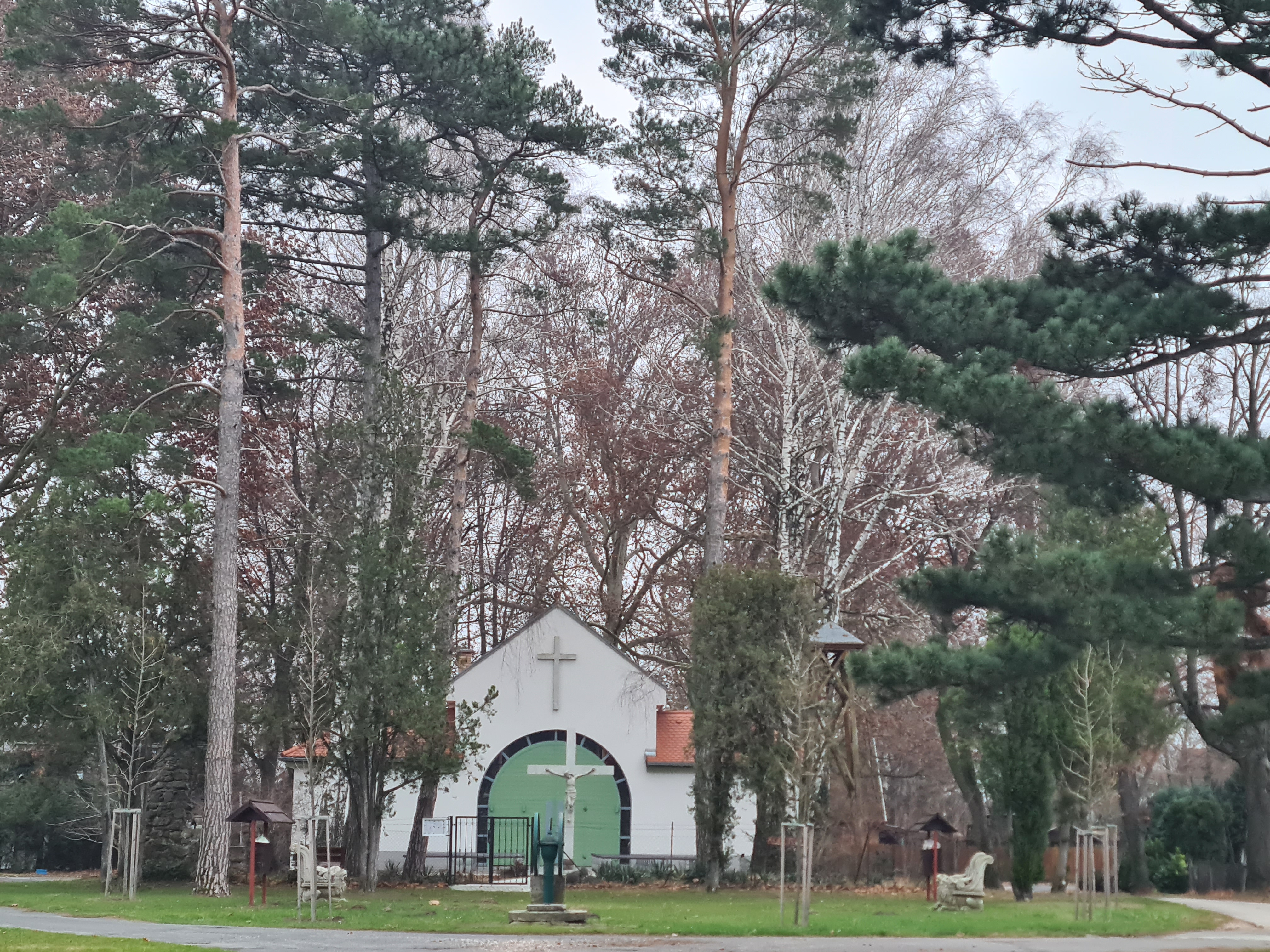
A Szent Anna kápolna

Az alsóbélatelepi üdülőtulajdonosok templomuk felépülése előtt a fonyódi Nagyboldogasszony plébániatemplomba, illetve az árvaházi üdülőben tartott szabadtéri misékre jártak. A Szent Anna kápolna építése 1939-ben kezdődött meg a központi elhelyezkedésű Szent István téren, a munkálatok egészen 1941 tartottak. Az épület belsejének férőhelye 10-20 fő, a templom előtt felállított padokon további 100-150 hívő számára van hely a téren álló nyírfák és fenyőfák árnyékában.

## Gyermekotthon

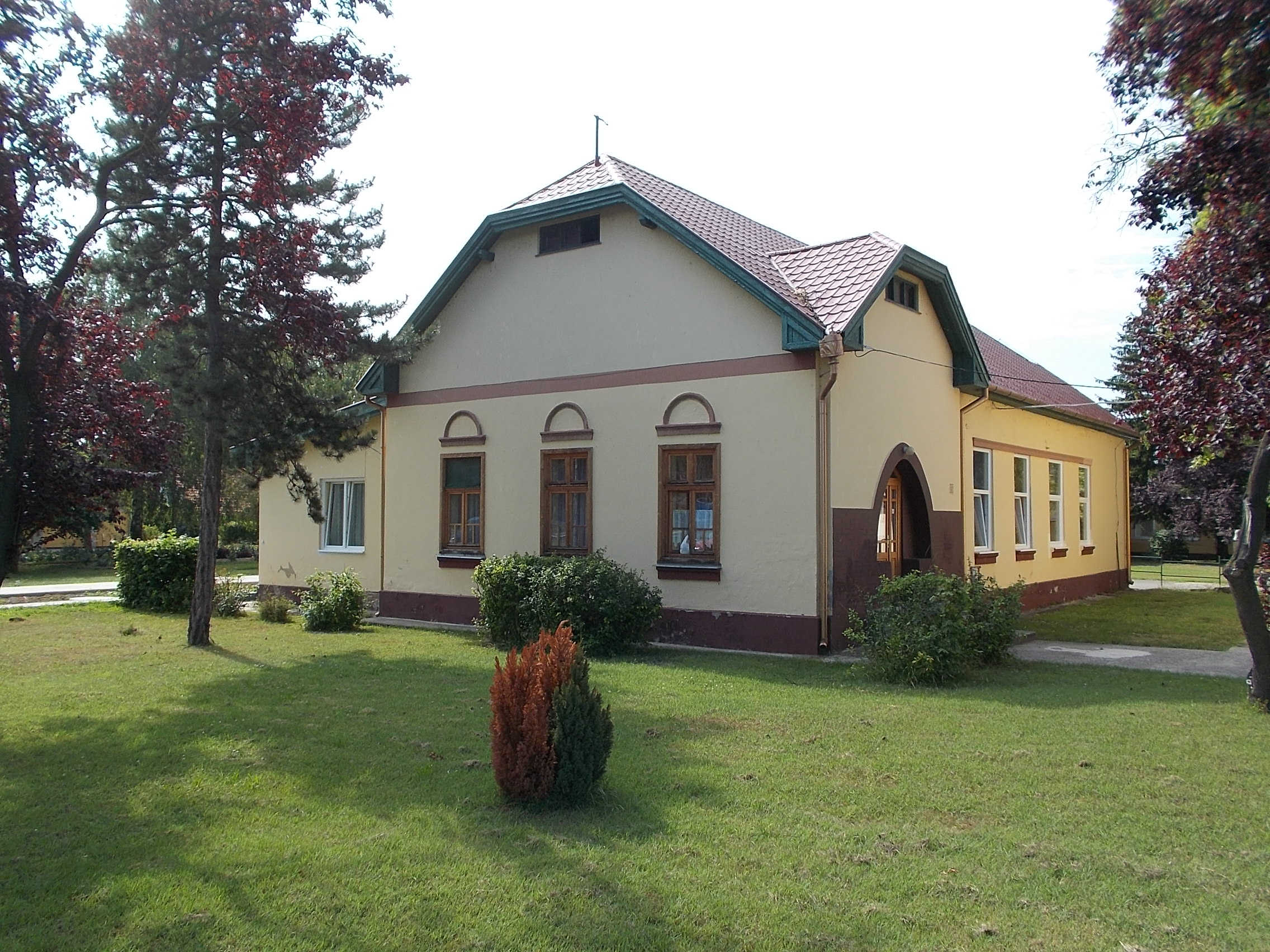
A II. Rákóczi Ferenc gyermekotthon épülete

Ripka Ferenc, Budapest egykori főpolgármestere rendszeresen nyaralt a Fonyódhoz tartozó bélatelepi villájában, ennek a kapcsolatnak is volt köszönhető, hogy a fővárosi árvaházak üdülői közül több is a városban épült fel. Gróf Zichy Béla 4 holdnyi területet adományozott alsóbélatelepi birtokából a József-árvaháznak erre a célra. Az alsóbélatelepi fiúárvaházat 1925-ben adták át ünnepélyesen. Főépületében kaptak helyet a gyerekek hálótermei és az ebédlő, a gazdasági épületben helyezkedett el a konyha és a betegszoba, a harmadik épület pedig az igazgató irodája volt. A komplexumot 1944-ben átmenetileg hadikórházként használták, a következő évben visszanyerte eredeti funkcióját. Az intézmény jelenlegi neve II. Rákóczi Ferenc Gyermekotthon. A három épület jelenleg is csaknem teljesen eredeti formájában látható.

## Strandok

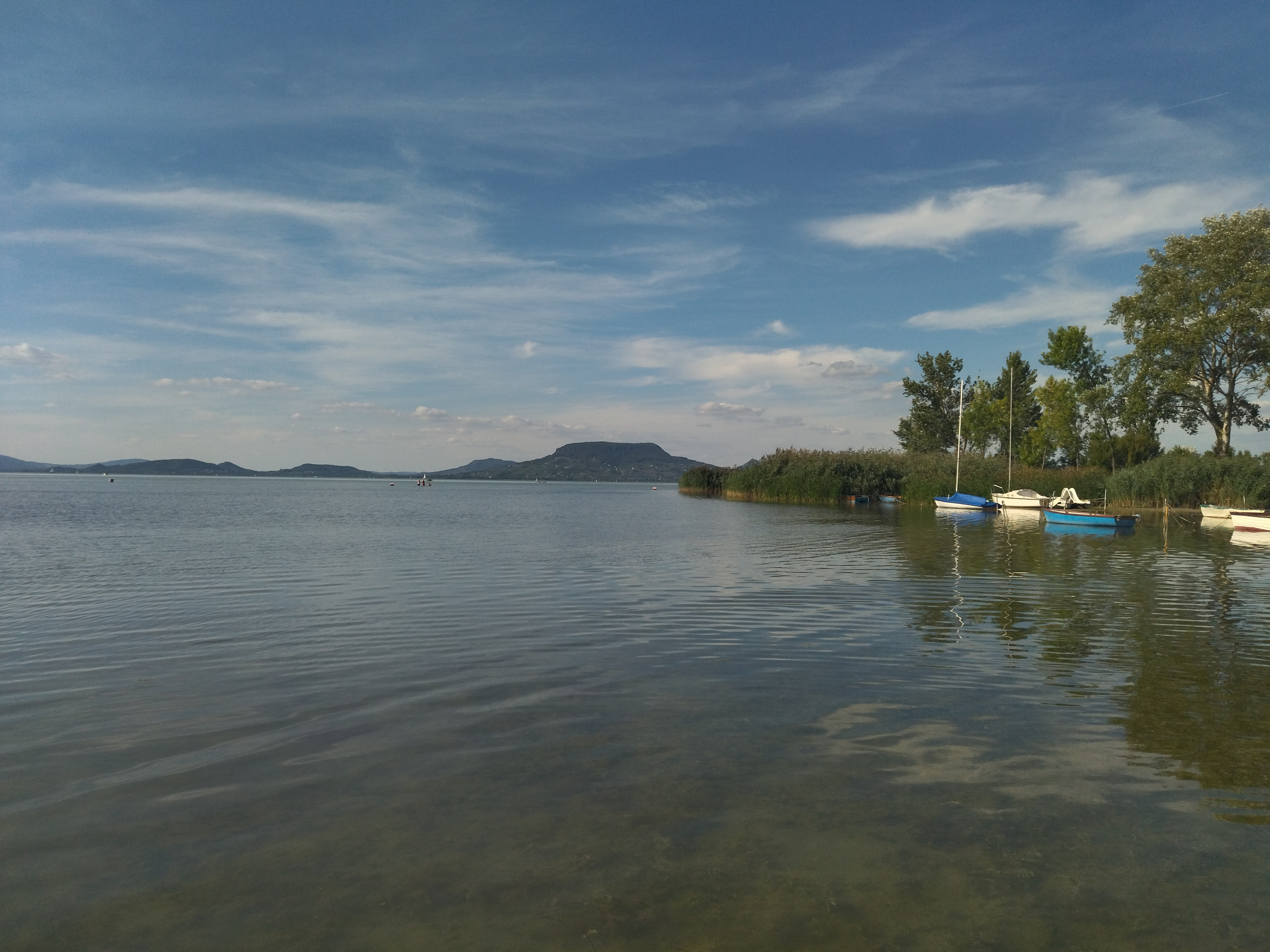
A Badacsony látképe a Báthory utcai strandról

A Balaton parton három szabadstrand húzódik végig, a Huszka Jenő, a Strand utcai és a Báthory utcai strand. A partról szép kilátás nyílik az északi part szemközti hegyeire, a Badacsonyra, a Gulácsra és Szigligetre.

## Közlekedés

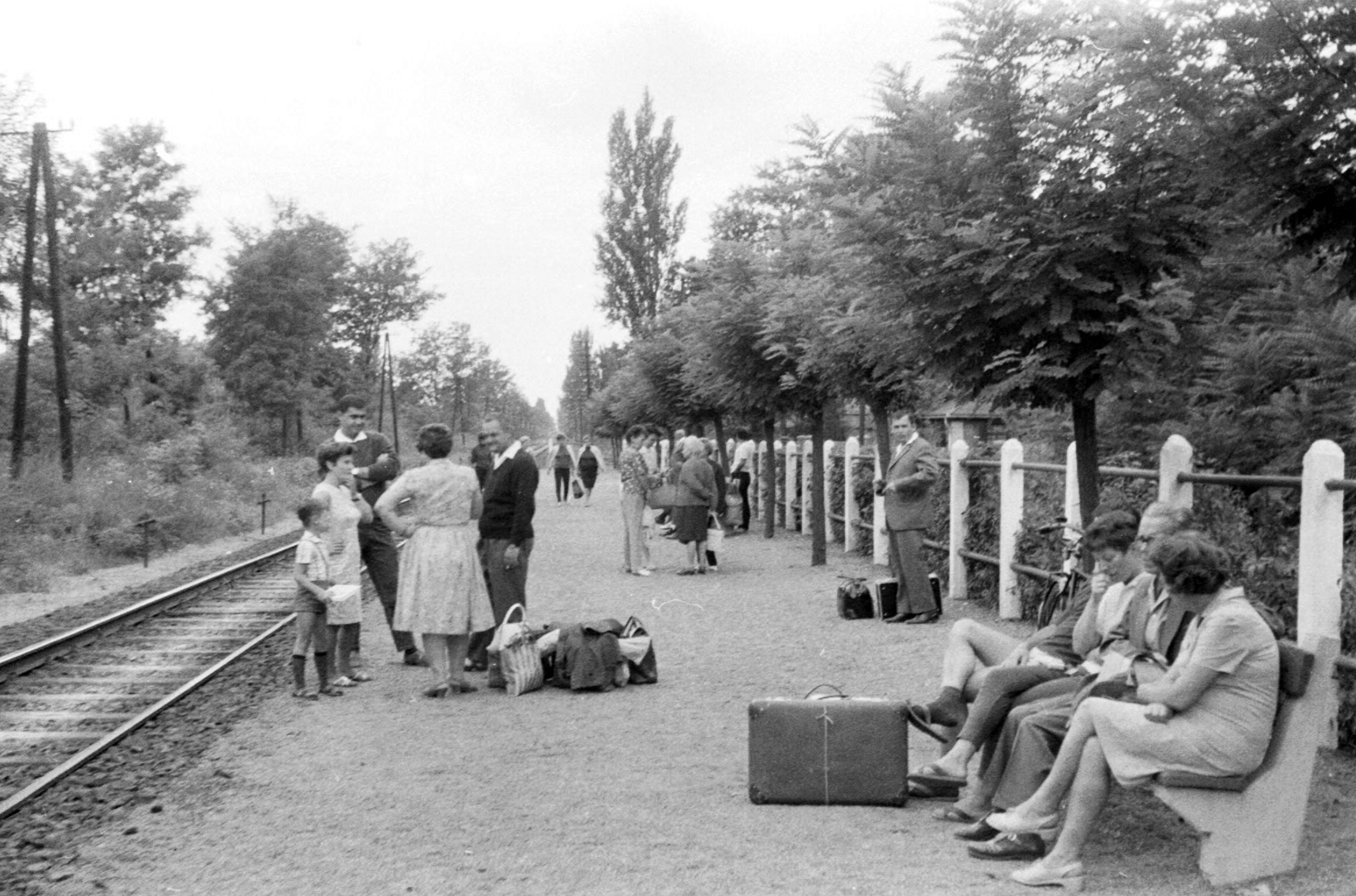
Az alsóbélatelepi vasútállomás 1967-ben

A településrész elérhető vonattal, Alsóbélatelep megállóhelyen és Bélatelep állomáson is megállnak személyvonatok. A 7-es út vonalán buszok közlekednek, Fonyód belvárosa ezekkel a járatokkal érhető el. A járatok:
- 1
- 1402, 1499, 1506, 1578, 1579, 1665, 1673, 1723, 1842
- 5905, 6042, 6043, 6374

## Híres villatulajdonosok
- Bacsák György